# 林柏偉
林柏偉（1993年11月18日—）為臺灣男子籃球運動員，場上位置為前鋒，現效力於超級籃球聯賽臺灣銀行。林柏偉畢業於強恕高中、世新大學，2014年9月參加超級籃球聯賽新人選秀會但落選，之後成為超級籃球聯賽台灣啤酒練習生，中間曾代表鴻亞國際競逐全國社會組籃球錦標賽，2016年正式成為台灣啤酒一員，2017年加盟金門酒廠，2019年5月被金門酒廠釋出後轉戰臺灣銀行。

## 外部連結
- 林柏偉在Eurobasket.com（球員）（英语）
- 林柏偉在Flashscore（英语）